# NGC 4535A
NGC 4535A este o galaxie situată în constelația Fecioara. A fost descoperită în 1785 de către William Herschel. Se află la o distanță de 103,8 megaparseci de Pământ.